# CH2M Hill

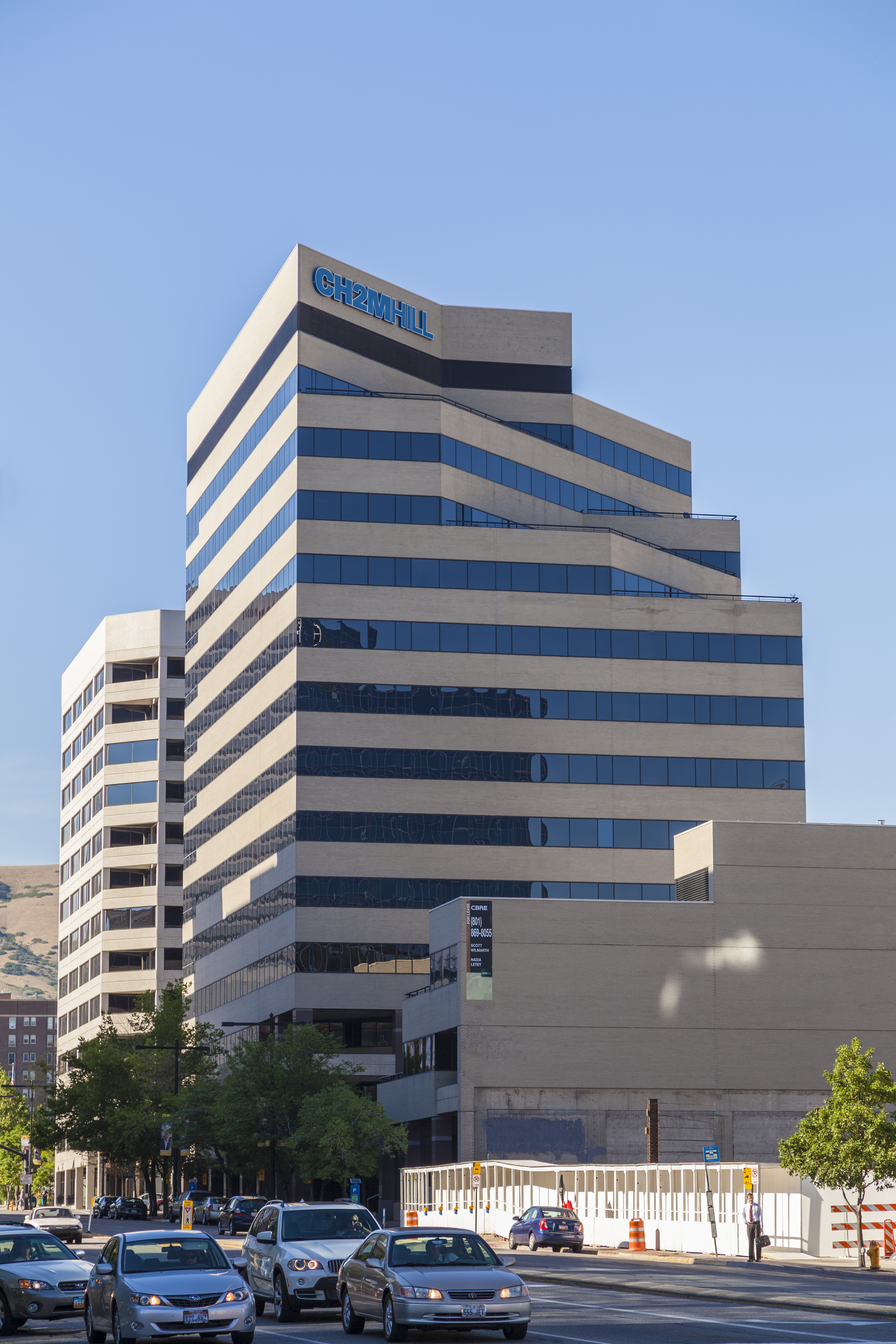
Oficinas de CH2M Hill en la Parkside Tower en Salt Lake City, Utah.

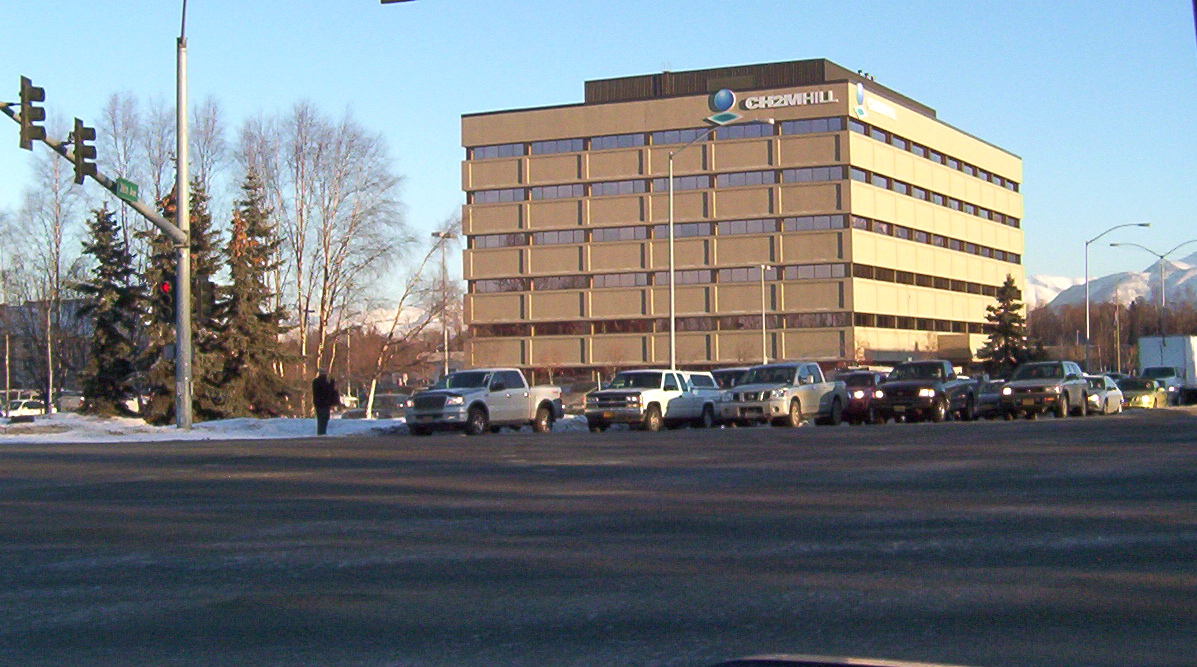
Edificio que perteneció a la empresa VECO, hoy sede de CH2M Hill Alaska.

CH2M HILL Companies, Ltd., también conocida como CH2M, fue una empresa de ingeniería que proveía servicios de consultoría, diseño, construcciones y operaciones para corporaciones y gobiernos. La empresa estaba constituida en Delaware, y su sede central estaba en 9191 South Jamaica Street, Englewood, Colorado. En diciembre del 2017, la empresa fue comprada por Jacobs Engineering Group.
La empresa desempeñó un rol muy importante en el Proyecto de Ampliación del Canal de Panamá. La empresa desarrolló y publicó, su propio método de gestión de proyectos, denominado el Sistema de Ejecución de Proyectos de CH2M Hill. El nombre de la empresa incorpora las iniciales de sus fundadores.

## Historia
CH2M fue fundada en 1946 en Corvallis, Oregón, por el profesor de ingeniería civil de la Oregon State University Fred Merryfield y tres de sus estudiantes: Holly Cornell, James Howland y Thomas Burke Hayes. Cornell, Howland, y Hayes eran todos egresados de la Oregon State University.
La empresa pasó a denominarse CH2M HILL luego de que se consolidara en 1971. La empresa mantuvo su sede en Oregón hasta 1980, cuando la mudó a Colorado.

### Proyectos
En el 2000, la empresa formó parte de una joint venture para reemplazar la infraestructura de servicios de cloacas de Singapur. El nuevo Sistema de Túnel Profundo de Singapur fue diseñado para mejorar la confiabilidad, facilidad y economía de operación, y para ayudar a manejar la creciente utilización de la costa de Singapur.
En octubre de 2005, Kaiser Hill, una joint venture de CH2M Hill, sacó de servicio y limpio el sitio que había sido una planta de producción de armas nucleares en la Planta de Rocky Flats. En el 2006, la empresa tomó parte de las tareas de reconstrucción de la Costa del golfo de Estados Unidos luego del Huracán Katrina.
En junio del 2007, junto con General Electric, the company was selected to build a $660 million gas-fired power plant en Queensland, Australia. En abril del 2007, la empresa fue seleccionada para llevar a cabo un proyecto de 11700 millones de dólares para mudar de sitio una base norteamericana en Corea.

### Compra por Jacobs Engineering Group
En diciembre de 2017, Jacobs Engineering Group compró CH2M por 3 300 millones de dólares en efectivo y acciones.